# Agence de l'Union européenne pour la formation des services répressifs

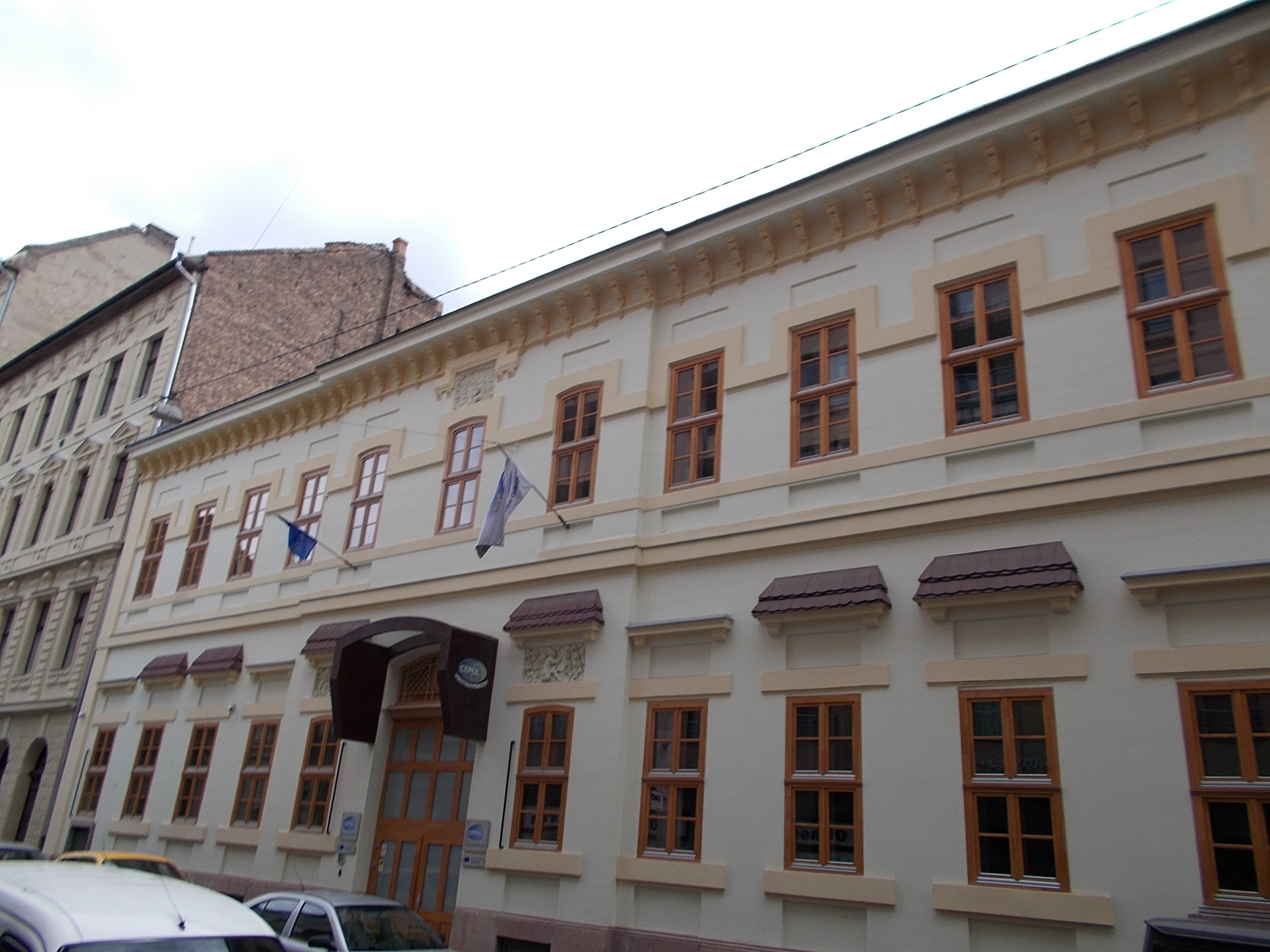
Siège à Budapest

L'Agence de l'Union européenne pour la formation des services répressifs, ou CEPOL, est, depuis 2005, une agence de l'Union européenne qui rassemble des hauts fonctionnaires de police issus des États membres afin d'encourager la coopération policière transfrontalière.

## Historique
En 2005, l'agence est créée et le secrétariat était situé à Bramshill au Royaume-Uni.
Depuis 2014, l'agence est installée à Budapest en Hongrie.

## Décorations
- : ruban CEPOL